# Salicylhydroxamsäure
Salicylhydroxamsäure (SHA oder SHAM) ist eine chemische Verbindung.

## Verwendung
Salicylhydroxamsäure ist ein häufiger Ligand bei der Synthese von Metallakronenethern.

## Eigenschaften
Nach oraler Verabreichung wird SHA zu Salicylamid verstoffwechselt.
Es verfügt auch über eine trypanozide Aktivität z. B. gegen Trypanosoma brucei.

## Wirkmechanismus
Salicylhydroxylaminsäure hemmt das bei Pflanzen, einigen Pilzen und einigen Protisten vorkommende Enzym Alternative Oxidase (AOX) in der mitochondrialen Elektronentransportkette.
AOX fungiert als „Kurzschluss“ der normalen Elektronenkette, indem es Elektronen mit einer stark verringerten Protonentranslokation ableitet und damit die ATP-Produktion durch oxidative Phosphorylierung vermindert. Wenn AOX durch SHAM blockiert wird, werden Elektronen durch den Cytochrom-Weg und durch Komplex IV gezwungen, was die Beobachtung der Funktionsweise des Cytochrom-Weges ohne AOX-Aktivität ermöglicht.